# A megfelelő tesó (Így jártam anyátokkal)
A megfelelő tesó az Így jártam anyátokkal című televízió-sorozat harmadik évadának tizennyolcadik epizódja. Eredetileg 2008. május 5-én vetítették, míg Magyarországon 2009. január 2-án.
Ebben az epizódban Barney kétségbeesetten keresi azt a helyettest, aki betölthetné Ted helyett a szárnysegédi pozíciót. Közben Stella és Ted közt feszültség alakul ki, amiért Ted elmesélt intim dolgokat is a barátainak róla.

## Cselekmény
Ted szeretné a következő szintre emelni kapcsolatát Stellával, amit ő vonakodik megtenni: bevallja neki, hogy már öt éve nem volt férfival. Ahogy minden mást is, Ted megosztja ezt Marshallal és Lilyvel, akik véletlenül elszólják magukat Stella előtt. Stella ezt úgy éli meg, hogy Ted eljátszotta a bizalmát, elviharzik, és szakít vele.
Eközben Barney keresi a megfelelő tesót, azaz azt a valakit, aki a szárnysegédje lehet. Nem akarja bevallani, hogy hiányzik neki Ted, ezért hirdetést ad fel a blogján, amire alig jelentkeznek. Egyikük a kollégája, Randy, akit nem akar választani, ezért inkább régi cimboráit keresi fel. De azok vagy megnősültek, vagy van saját szárnysegédjük, így nem tehet mást, ad egy esélyt Randynek. Randy azonban elég szerencsétlen; tizenhárom éve nem szexelt, a szövegei botrányosan bénák, és mindig orrvérzése támad, amikor erekciója van. Ezért segítségül hívja Robint, hogy lendítsenek az önbizalmán. Kiderül, hogy Randy korábban rendőr volt, de onnan is kirúgták, mindenesetre ez elég jó szöveg arra, hogy végre fel tudjon valakit szedni. Barney elégedetten néz utána, míg Robin meg nem említi Tedet, s ekkor sírni kezd.
Eközben Stella felkeresi Tedet, és elmondja neki, hogy azért szakított vele, mert félt attól, hogy a dolog kezd komolyra fordulni, és ez egy jó ok volt a szakításra. Kibékülnek, és ezután egy fontos találkozásra is sor kerül: Stella bemutatja a lányát, Lucyt. Megemlíti, hogy a nővére tudna rá vigyázni egy pár órácskát, ezért egy motelba rohannak, ahol szeretkeznek. A végén Ted vicceskedik egy sort, hogy felhívja Marshallékat és közli velük ezt, amire Stella nevetve reagál.

## Kontinuitás
- Ted a felső ágyon aludt a koleszban, ahogy az "A kezdetek" című részben is benne volt.
- Ted megemlíti, hogy öt hónapja nem volt nővel. Az Robin volt, a "Pofonadás" című részben, ami éppen pontosan 5 hónappal az epizód előtt volt.
- Barney a Sky Mall magazint olvassa, ami korábbi részekben is látható volt – rendszerint ebből rendel különféle kacatokat.

## Jövőbeli utalások
- Randy orra a "Randy elbocsátása" című részben is vérezni kezd.
- A "Fényszimfónia" című részből kiderül, hogy Duane volt Barney Ted előtti szárnysegédje.

## Vendégszereplők
- Sarah Chalke – Stella
- Will Forte – Randy
- Blair Hickey – Pete
- Bill Parks – Willie
- Dean J. West – Stapleton

## Zene
- Dimitri Ehrlich – Love Saves The Day

## Fordítás
- Ez a szócikk részben vagy egészben  a   Rebound Bro című angol Wikipédia-szócikk ezen változatának fordításán alapul.  Az eredeti cikk szerkesztőit annak laptörténete sorolja fel. Ez a jelzés csupán a megfogalmazás eredetét és a szerzői jogokat jelzi, nem szolgál a cikkben szereplő információk forrásmegjelöléseként.